# Jean-Baptiste Dubos
Jean-Baptiste Dubos, född 1670, död 23 mars 1742, var en fransk estetiker, diplomat och abbé.
Dubos innehade viktiga förtroendeposter vid de italienska hoven, och besökte senare som diplomat London, Haag, Bryssel, Neuchâtel, tog del av konferenserna i Geertruidenberg. 1720 blev han ledamot av Franska Akademien och 1722 dess ständige sekreterare. I Réflexions critiques sur la poësie et sur la peinture (2 band, 1719), framställer Dubos en passionsestetik, som anbefaller det känslomättade innehållet, och manar konstnärerna att välja det livsfyllda och gripande men gå det stillebensmässiga förbi. Med Thukydides, Vellejus Paterculus, Jean Bodin och Francis Bacon som trevande föregångare hävdar han därutöver konstens samhörighet med klimatet och hävdar att konsterna når sin kulmen stötvis, för att åter sjunka tillbaka, och blir därigenom en föregångare till Hippolyte Taines miljölära. I sin uppfattning av geniet torde han vara påverkad av Shaftesbury och Joseph Addison. Dubos Histoire critique de l'établissement de la monarchie françoise dans les Gaules (3 band, 1734) är ett av de första försöken att med kritisk metod framställa upprinnelsen av de specifikt franska institutionerna.